# Parainfluenza

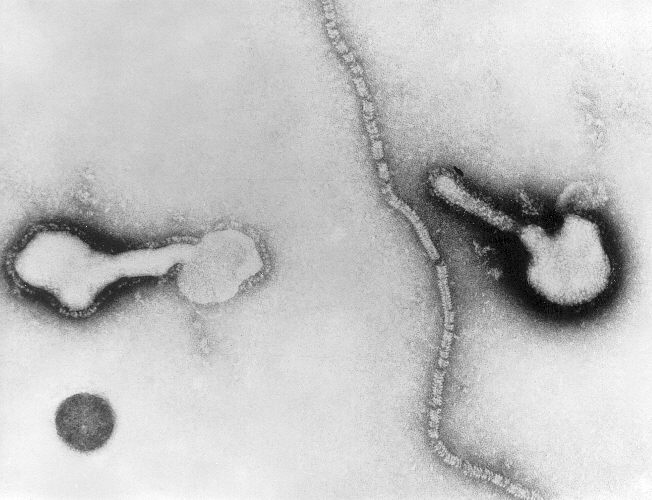
Parainfluenzavirus

Parainfluenza wird durch verschiedene Humane Parainfluenzaviren aus der Familie der Paramyxoviren (wissenschaftlich Paramyxoviridae) verursacht (Gattungen Respirovirus und Orthorubulavirus). 
Die Viren lösen grippeähnliche Symptome aus. Die Durchseuchungsrate bei Kindern bis zehn Jahren liegt bei 90 %. Die Viren sind weltweit verbreitet. Die Übertragung erfolgt durch Tröpfcheninfektion. Eintrittspforte ist der Nasopharynx, wobei – ähnlich wie bei den Orthomyxoviren – die Hämagglutininaktivität des HN (Hämagglutinin-Neuraminidase)-Proteins wichtig für den Eintritt in die Zelle ist. Die Replikation des Virus erfolgt im Zytoplasma der Wirtszelle, die Montage der Partikel durch Ausknospung an der Zellmembran. Hierbei spielt die Neuraminidaseaktivität des HN-Proteins eine wichtige Rolle. Parainfluenza zieht oft eine bakterielle Superinfektion nach sich. Der Infektionsverlauf ist stark von der Disposition, Konstitution und besonders dem Erkrankungsalter abhängig. 
Parainfluenzaviren sind die häufigsten Erreger des Pseudokrupp. Die Erstinfektion im Säuglings- und Kleinkindalter kann auch mit Bronchiolitis und Pneumonie (Lungenentzündung) einhergehen. Nach dem Recht Sachsens ist der direkte oder indirekte Nachweis von Parainfluenzavirus namentlich meldepflichtig, soweit der Nachweis auf eine akute Infektion hinweist.
Parainfluenzaviren sind auch veterinärmedizinisch relevant, unter anderem als Erreger im Zwingerhusten-Komplex.

## Klassifikation
Zur Klassifikation siehe Henrickson (2003)
- Familie Paramyxoviridae

- Unterfamilie Orthoparamyxovirinae

- Gattung Respirovirus

- Spezies Human respirovirus 1 (früher Humanes Parainfluenzavirus 1, HPIV-1)
- Spezies Human respirovirus 3 (früher Humanes Parainfluenzavirus 3, HPIV-3)

- Unterfamilie Rubulavirinae

- Gattung Orthorubulavirus (früher Rubulavirus)

- Spezies Human orthorubulavirus 2 (früher Humanes Parainfluenzavirus 2, HPIV-2)
- Spezies Human orthorubulavirus 4 (früher Humanes Parainfluenza virus 4, HPIV-4)

Traditionell nicht zugerechnet, aber aus Gründen der kladistischen Abgeschlossenheit zuzurechnen sind u. a.:
- Unterfamilie Rubulavirinae

- Gattung Orthorubulavirus

- Spezies Mammalian orthorubulavirus 5 (früher Parainfluenzavirus 5, PIV-5)

- nicht-klassifizierte Paramyxoviridae

- Spezies Canines Parainfluenzavirus (Canine parainfluenza virus, CPIV)